# Veldpodzolgronden
Een veldpodzolgrond is een bodemtype in het Nederlandse systeem van bodemclassificatie dat behoort tot de suborde van de hydropodzolgronden. In deze suborde worden hydromorfe kenmerken hoog in het profiel waargenomen, wat erop wijst dat ze in het verleden permanent of periodiek met water verzadigd waren.
Een veldpodzolgrond heeft een mineraalarme bovengrond (A horizont) met sterk gebleekte zandkorrels. Dit is het gevolg van sterke uitloging van ijzer en basen die niet alleen in de bovengrond, maar veelal ook in de ondergrond heeft plaatsgevonden. Een E-horizont ontbreekt meestal, maar er zijn ook veldpodzolen met een enkele decimeters dikke, lichtgrijze tot witte, bijna humusvrije uitspoelingshorizont (loodzand). Door het podzoleringsproces bevindt zich in de ondergrond (B-horizont) ingespoelde humus. De overgangen van de B-horizont naar boven en naar onderen zijn vaak zeer geleidelijk. De C-horizont kan zich op een diepte beneden de 1,20 m bevinden.
Veldpodzolen zijn de meest voorkomende podzolgronden in Nederland. Ze worden veel aangetroffen in de jonge heideontginningen, gebieden die tot eind de 19e - begin 20e eeuw met heide waren bedekt (de woeste gronden). De veldpodzolgronden liggen in lagere delen, zoals afvoerloze laagten, en op lage ruggen, met relatief hoge grondwaterstanden. Op hogere plaatsen worden ze alleen gevonden als daar tijdens het proces van bodemvorming hoge grondwaterstanden waren; dit is het geval bij bijvoorbeeld dekzandruggen die vroeger in het veen hebben gelegen.
Bij de veldpodzolen wordt aangenomen dat niet de vegetatie, maar de hydrologische ligging van grote invloed op de bodemvorming geweest is.
De naam van deze gronden is ontleend aan de vele toponiemen die eindigen op veld in de streken waar ze worden aangetroffen. Een oude benaming voor deze bodem is laag heidepodzol. De haarpodzolgronden werden vroeger hoog heidepodzol genoemd.
Sommige veldpodzolgronden hebben een dek van zavel, klei of zand. Dit dek kan ook een minerale eerdlaag zijn.
Door bemesting zijn de meeste in cultuur gebrachte veldpodzolgronden in de loop der jaren sterk verrijkt in nutriënten. Om weer oligotrofe omstandigheden terug te krijgen voor de aanleg van nieuwe natuur moet vaak eerst de bodem worden verschraald door de verrijkte bovengrond af te graven.
| Horizont | Diepte   | Omschrijving |
| -------- | -------- | --- |
| Ap1      | 0–8 cm   | zeer donker grijs, humusrijk, zwak lemig, matig fijn zand; door hoog humusgehalte valt het sterk gebleekte (loodzandachtige) karakter van de zandkorrels weinig op                                                          |
| Ap2      | 8–20 cm  | zeer donker grijs, humusrijk, leemarm, matig fijn zand; loodzandachtige karakter is beter herkenbaar dan in Ap1; onderin brokken zwart, venig, sterk smerend materiaal (waarschijnlijk resten van ondergeploegde heideplag) |
| EB       | 20–30 cm | roodbruingrijs, matig humeus, zwak lemig, matig fijn zand; overgangskarakter blijkt uit voorkomen van gebleekte zandkorrels naast met humushuidjes omhulde korrels                                                          |
| Bh       | 30–55 cm | donkerbruin, matig humusarm, leemarm, matig fijn zand; alle zandkorrels zijn omhuld met huidjes van amorfe humus, welke op raakvlakken met elkaar verkit zijn                                                               |
| BC       | > 55 cm  | donker geelbruin tot geelbruin, zeer humusarm, leemarm, matig fijn zand; humushuidjes worden naar onderen zeer geleidelijk dunner                                                                                           |